# Başçiftlik (district)
Başçiftlik is een Turks district in de provincie Tokat en telt 5.093 inwoners (2007). Het district heeft een oppervlakte van 230,5 km². Hoofdplaats is Başçiftlik.
De bevolkingsontwikkeling van het district is weergegeven in onderstaande tabel.
| 1997  | 2000   | 2007  |
| ----- | ------ | ----- |
| 9.246 | 13.321 | 5.093 |